# Popowo (powiat lęborski)
Popowo (dodatkowa nazwa w j. kaszub. Pòpòwò) – wieś kaszubska w Polsce położona w województwie pomorskim, w powiecie lęborskim, w gminie Cewice na południowym skraju kompleksu leśnego Puszczy Kaszubskiej. Wieś jest siedzibą sołectwa Popowo, w skład którego wchodzą również miejscowości Okalice i Dziechno.
Pomiędzy 1945–1954 miejscowość administracyjnie należała do województwa gdańskiego, powiatu lęborskiego, gminy Rozłazino.
W latach 1975–1998 miejscowość położona była w województwie słupskim.
W 1988 r. w miejscowości wybudowano kościół, jest on kościołem filialnym parafii w Rozłazinie.